# Lorius garrulus
Lóris-tagarela ou lóri-das-molucas-setentrionais (Lorius garrulus), comumente conhecido como lóris-amor-amor, é uma ave da família Psittaculidae endêmica das Molucas do Norte, Indonésia. É considerado vulnerável, sendo a principal ameaça a captura para o comércio de aves exóticas.

## Taxonomia
O lóris-amor-amor foi formalmente descrito pelo naturalista sueco Carl Linnaeus em 1758, na décima edição de seu Systema Naturae, sob o nome binomial Psittacus garrulus. O epíteto específico garrulus é latino e significa "tagarelar", "balbuciar" ou "barulhento".
Linnaeus citou o espécime batizado como "The Scarlet Lory", que havia sido descrito e ilustrado em 1751 pelo naturalista inglês George Edwards em seu livro A Natural History of Uncommon Birds. O espécime havia sido levado das Índias Orientais para Londres e Edwards conseguiu fazer um desenho da ave viva na casa do político Whig Robert Walpole. Linnaeus designou a localidade de origem do espécime como "Ásia", mas atualmente é considerada a ilha de Halmaera, nas Ilhas Molucas.
O lóris-amor-amor está incluído no gênero Lorius, o qual foi introduzido em 1825 pelo zoólogo irlandês Nicholas Aylward Vigors.
Há três subespécies reconhecidas:
- L. g. flavopalliatus Salvadori 1877 – conhecida como lóris-de-dorso-amarelo, é semelhante ao garrulus, mas com uma marca amarela em forma de coração bem grande nas costas. É encontrada nas ilhas Kasiruta, Bacan, Obi e Mangole.
- L. g. garrulus (Carl Linnaeus, 1758) – encontrada nas ilhas Halmaera, Widi e Ternate.
- L. g. morotaianus  (van Bemmel, 1940) – possui a marca amarela das costas menor, menos extensa e que muitas das vezes é circundada por uma leve coloração esverdeada. É encontrada nas ilhas Morotai e Rau.